# Гук Андрій Мирославович
Гук Андрій Мирославович (8 травня 1971 — 24 вересня 2016) — доброволець АТО,Герой України, сапер-старшина в/ч А3817 Збройних сил України.

## Життєпис
Андрій Мирославович Гук народився в місті Стрию Львівської області. Батьки: мати Гук Галина Андріївна, батько Гук Мирослав Олександрович. Брати: Гук Олег Мирославович і Гук Олексій Мирославович[джерело не вказане 1483 дні].
Навчався в стрийській школі № 2, після закінчення 9 класу вступив до ВПУ № 34. Після закінчення училища пішов в армію на 2 роки строкової служби. Одружився 31.08.91 з Гук (Пазій) Марією Іванівною[джерело не вказане 1483 дні], яка народила двох синів — Павла та Олега. Розлучився 10.09.98 р. Став дідусем 29.08.2013 (внук Гук Максим Павлович)[джерело не вказане 1483 дні].
Добровільно написав рапорт на мобілізацію. Був призваний у військову частину А3817 та призначений для проходження служби в окремому інженерно-технічному батальйоні. З вересня 2014 року почав виконувати бойові завдання у складі саперних груп в районах проведення АТО на території Луганської та Донецької областей.
Під час виконання бойового завдання в районі Станиці Луганської 23 лютого 2015 року отримав важке поранення голови внаслідок підриву ворожої міни керованої дії (МОН50).
Був евакуйований до медичного закладу в тяжкому стані. Проходив тривале лікування протягом 1 року і 8 місяців.
Помер від ран 24 вересня 2016 року.
Похований у м. Стрию на «Алеї Героїв» місцевого цвинтаря.

## Вшанування
24 вересня 2018 року на будівлі стрийської СЗОШ № 2 відкрито меморіальну таблицю випускнику Гуку Андрію.